# Glyptothea whiteheadi
Glyptothea whiteheadi är en skalbaggsart som beskrevs av Bates 1889. Glyptothea whiteheadi ingår i släktet Glyptothea och familjen Cetoniidae. Inga underarter finns listade i Catalogue of Life.